# Bahamadia
Bahamadia (nacida como Antonia Reed 22 de abril de 1966) es una artista de hip hop de Filadelfia, que empezó como DJ para más tarde hacerse MC. Un miembro pionero de la Gang Starr Foundation de DJ Premier. Ella publicó su críticamente aclamado álbum de debut titulado Kollage en 1996; trabajo que contó con la producción de Guru. Kollage tuvo continuación en 2001 con el EP BB Queen. Bahamadia es respetada dentro del mundo del hip hop por sus letras, y es conocida por su tono de voz tan baja y sedosa. Ha expresado una actitud muy positiva hacia la globalización como una tendencia emergente en el hip hop; en 2003 colaboró con un pequeño grupo llamado Sisters of the Underground en una canción titulada "Global", donde ella agradece en las letras a países como Japón, Canadá, Suecia, Noruega, o Tailandia, entre otros, por acoger a la comunidad del hip hop, y a Japón en particular por el afecto de sus fanes, donde ha grabado varios trabajos que han salido exclusivamente a la venta allí. Su reputación en EE. UU. ha aumentado porque artistas como Talib Kweli, The Roots y Planet Asia, han colaborado con ella, además de por pertenecer al colectivo de hip hop Army of the Pharaohs.
Su último álbum, que salió a la venta en la segunda mitad de 2006 es 'Good Rap Music'.

## Discografía
- Kollage (LP, 1996)
- I Confess (sencillo, 1996)
- Pep Talk (sencillo, 2000)
- Special Forces (sencillo, 2000)
- BB Queen (EP, 2000)
- Good Rap Music (LP, 2006)

- Datos: Q444961
- Multimedia: T / Q444961